# Asertywność
Asertywność – posiadanie i wyrażanie własnego zdania oraz bezpośrednie wyrażanie emocji i postaw w granicach nienaruszających praw i psychicznego terytorium innych osób oraz własnych, bez zachowań agresywnych, a także obrona własnych praw w sytuacjach społecznych. Jest to umiejętność nabyta.
Asertywność to:
- umiejętność wyrażania opinii, krytyki, potrzeb, życzeń, poczucia winy,
- umiejętność odmawiania w sposób nieuległy i nieraniący innych,
- umiejętność przyjmowania krytyki, ocen i pochwał,
- autentyczność,
- elastyczność zachowania,
- świadomość siebie (wad, zalet, opinii),
- empatia,
- stanowczość,
- umiejętność samooceny[3].

Osoba asertywna ma jasno określony cel i potrafi kontrolować własne emocje, nie poddaje się łatwo manipulacjom i naciskom emocjonalnym innych osób.
Osoba asertywna posiada umiejętność określania własnych oczekiwań i uczenia innych, jak chce być traktowana.
Asertywność nie oznacza ignorowania emocji i dążeń innych ludzi, lecz raczej zdolność do realizacji założonych celów mimo negatywnych nacisków otoczenia, racjonalną dbałość o własne interesy z uwzględnieniem interesów innych. Asertywność to obok empatii podstawowa umiejętność wchodząca w skład inteligencji emocjonalnej.

Diagnozy zachowań nieasertywnych dokonuje się na podstawie zablokowanych w autoprezentacji sfer komunikacji – blokady mówienia nie, wyrażania i przyjmowania opinii i krytyki, kontaktu z autorytetem i tłumem (trema), radzenia sobie z poczuciem winy.

## Zachowanie asertywne
Zachowanie asertywne polega na uznawaniu, że jest się tak samo ważnym, jak inni, na reprezentowaniu własnych interesów z uwzględnieniem interesów drugiej osoby. Zachowanie asertywne oznacza korzystanie z osobistych praw bez naruszania praw innych.
Charakteryzuje postawę akceptacji siebie, szacunku do siebie i innych.
Ludzie asertywni mają realistyczną samoocenę. Stawiają sobie realistyczne cele, dzięki czemu w pełni wykorzystują swoje możliwości, a jednocześnie nie podejmują zbyt trudnych zadań, co ich chroni przed rozczarowaniem i krytyką otoczenia.
Człowiek asertywny swobodnie ujawnia innym siebie, wyraża otwarcie swoje myśli, uczucia, pragnienia. Czyni to w sposób uczciwy, bezpośredni, śmiało, bez paraliżującego lęku, akceptuje swoje ograniczenia, niezależnie od tego, czy w danej sytuacji udało mu się odnieść sukces, czy też nie. Potrafi odpowiedzieć nie, zażądać czegoś, co mu się należy, nie lęka się nadmiernie oceny, krytyki, odrzucenia. Pozwala sobie na błędy i potknięcia, dostrzegając swoje sukcesy i mocne strony. Gdy jest w centrum zainteresowania, potrafi działać bez niszczącego lęku. Akceptuje zmiany w sobie i innych. Potrafi się porozumieć z innymi, potrafi też dochodzić swych praw i egzekwować je.